# Punho (náutica)
Punho é em náutica o nome dado à área junto aos ângulos do pano da vela, onde estão os olhais (orifícios) nos quais se fixam os cabos. Geralmente os punhos são zonas reforçadas por estarem especialmente sujeitos a esforços, seja para içar ou afinar a tensão na vela.

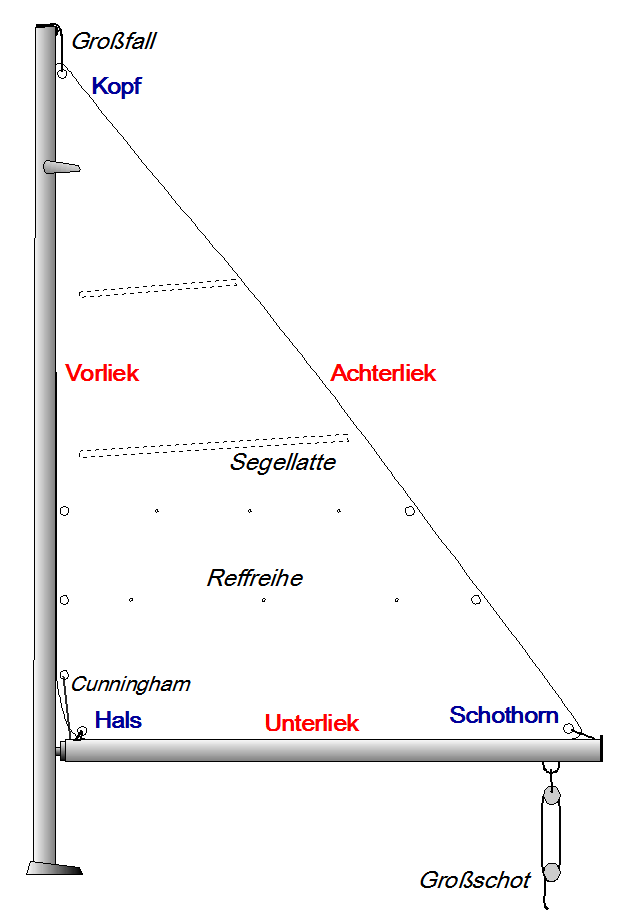
Nome dos Punhos

## Nome dos punhos

### Velas Latinas
- Punho da pena ou adriça — punho por onde a vela é içada (na imagem Kopf)[1]
- Punho da boca — numa vela quadrangular, é o punho superior situado junto ao mastro.[2]
- Punho da amura — punho junto ao mastro ou ao estai. (na imagem Hals)[3]
- Punho da escota — punho onde se prendem os cabos de manobra. (na imagem Schothom)[4]

### Velas Redondas
- Punho do gurutil — punhos que fixam a vela às vergas.
- Punho da escota — punhos onde se prendem os cabos de manobra.